# Фрасинет (Телеорман)
Фрасинет (рум. Frăsinet) насеље је у Румунији у округу Телеорман у општини Фрасинет. Oпштина се налази на надморској висини од 80 m.

## Становништво
Према подацима из 2002. године у насељу је живело 2390 становника.

### Попис2002.
| Расподела становништва по националности 2002.‍ | Расподела становништва по националности 2002.‍ | Расподела становништва по националности 2002.‍ | Расподела становништва по националности 2002.‍ | Расподела становништва по националности 2002.‍ |
| --------------------------------------------- | --------------------------------------------- | --------------------------------------------- | --------------------------------------------- | --------------------------------------------- |
|                                               |                                               |                                               |                                               |                                               |
| Румуни                                        | Румуни                                        |                                               | 2.326                                         | 97,3%                                         |
| Роми                                          | Роми                                          |                                               | 64                                            | 2,7%                                          |